# Ley del Tercer Canal de Televisión
En España, la Ley del Tercer Canal de Televisión de 1983 (Ley 46/1983, de 26 de diciembre) autorizó al Gobierno para que tomase las medidas necesarias para la puesta en funcionamiento de un tercer canal de televisión de titularidad estatal y para otorgarlo, en régimen de concesión, en el ámbito territorial de cada comunidad autónoma, apoyándose en los Estatutos de Autonomía y el Estatuto de la Radio y la Televisión Española.
En principio, esta ley tenía como objetivo la creación de un tercer canal de Televisión Española con desconexiones para cada Comunidad (al estilo de France 3 en Francia y de Rai 3 en Italia), pero los Gobiernos autonómicos lograron adelantarse y romper así en parte el monopolio que ostentaba TVE. 
Las comunidades autónomas deberían solicitar al Gobierno la concesión, intransferible, de la gestión directa del tercer canal el cual debería regirse por los mismos principios que los canales generalistas de TVE, sería emitido en cualquier horario por ondas hertzianas cuya infraestructura sería proporcionada por el Estado a cambio de un canon, se gestionaría mediante una sociedad anónima con capital público y podrían establecer convenios sobre conexiones de las emisiones entre las diferentes cadenas regionales y sobre la recepción de los servicios internacionales de noticias y transmisiones, así como para el intercambio de programas y servicios.
A pesar de que nunca se hizo uso de ella, ya que las comunidades autónomas crearon sus propias emisoras al margen de esta ley, amparándose en su propio ordenamiento jurídico, estuvo en vigor hasta el 1 de mayo de 2010, cuando fue expresamente derogada por la Ley General de la Comunicación Audiovisual (España).